# Drachenturm
Der Drachenturm (chinesisch 龙塔, Pinyin lóng tǎ) ist ein 336 Meter hoher Turm in China. Es handelt sich dabei um den Fernseh- und Aussichtsturm von Harbin.
Der im Jahr 2000 fertiggestellte Turm ist einer der höchsten freistehenden Stahlfachwerktürme der Welt und wurde für eine ganze Reihe verschiedener Aufgaben errichtet:
- Fernseh- und Rundfunkausstrahlung
- Wetter- und Umweltüberwachung
- Funkübertragung und Kommunikation
- Tourismus, Stadtbesichtigung
- Gastronomie